# Bystrany

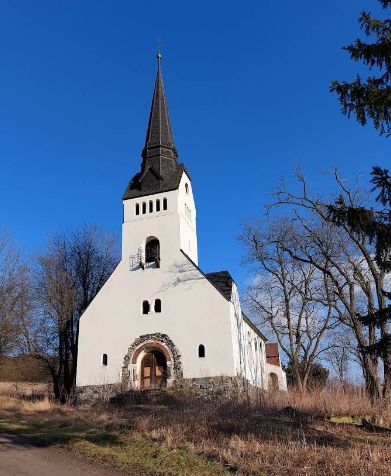

Bystrany és un poble i municipi d'Eslovàquia. Es troba a la regió de Košice, a l'est del país.

## Història
La primera referència escrita de la vila data del 1268.
1. ↑  «Košický kraj (Slovakia): Towns and Municipalities in Districts - Population Statistics, Charts and Map». [Consulta: 18 març 2025].

## Demografia
| Godina             | 1994 | 2004    | 2014    | 2024    |
| ------------------ | ---- | ------- | ------- | ------- |
| Nombre de persones | 2160 | 2734    | 3329    | 4052    |
| Diferència         |      | +26,57% | +21,76% | +21,71% |

| Godina             | 2023 | 2024   |
| ------------------ | ---- | ------ |
| Nombre de persones | 3997 | 4052   |
| Diferència         |      | +1,37% |